# 山海温泉
1. 山海温泉
2. 夜の松が下雅湯

山海温泉（さんかいおんせん、十治朗の湯、ふなりっと温泉、Sankai-onsen）は東京都の式根島にある海中温泉である。

## 概要
大潮の時のみ入浴可能な温泉で、足付温泉から出ている道を奥へ進みと現れる。天然の湯舟があり、そこに入浴する。宿泊施設、「てらぴ〜十治朗」のオーナーが復活させた温泉のため、十治朗の湯とも呼ばれる。

## アクセス
野伏港から徒歩約30分

## 周辺の施設
- 足付温泉 - 切り傷などに効能のある海中温泉。
- 松が下雅湯 - 地鉈温泉から引湯している温泉施設
- 式根島港 - 野伏港が使用できない際使われる港。